# パリ猫ディノの夜
『パリ猫ディノの夜』(Une vie de chat、英: A Cat in Paris) は、2010年のフランス映画。パリに暮らす泥棒の飼い猫をめぐる冒険を描いたサスペンス・アニメーション。第84回アカデミー賞の長編アニメ映画賞にノミネートされた。

## スタッフ
- 監督 - アラン・ガニョル（フランス語版）、ジャン＝ルー・フェリシオリ（フランス語版）
- 製作総指揮 - エマニュエル・ベルナール
- 製作 - ジャック＝レミー・ジレール（フランス語版）
- 脚本 - アラン・ガニョル、ジャン＝ルー・フェリシオリ
- 音楽 - セルジュ・ベセ（フランス語版）
- 編集 - エルヴェ・ギシャール

## 声の出演
- ブルノ・サロモネ（フランス語版） - ニコ（怪盗）
- Oriane Zani - ゾエ（少女）
- ベルナデット・ラフォン - クロディーヌ（ゾエの乳母）
- ドミニク・ブラン - ジャンヌ（ゾエの母親、刑事）
- ベルナール・ブイヨン - リュカ（ジャンヌの部下）
- ジャン・ベンギーギ（フランス語版） - ヴィクトール・コスタ（ギャング）

## ストーリー
パリに住む猫のディノは、昼間は少女ゾエの飼い猫なのだが、夜になるとゾエに隠れて、盗賊ニコの手先となって盗みを働くという生活を送っていた。ある日ディノは、ニコのもとへ届けるはずの宝石を、間違って少女ゾエのもとに持ってきてしまう。少女ゾエは自分の知らないディノの秘密を解明しようと、飼い猫ディノのあとを追いかけて、夜のパリへと足を踏み出す。

## 公開・興行成績
フランスでは2010年12月15日に171館で劇場公開され、12月15日から19日にかけての週末興行成績で初登場12位となった。また、2011年2月13日に第61回ベルリン国際映画祭のジェネレーション部門でも上映された。
日本では『パリ猫の生き方』の題で、2011年6月26日にフランス映画祭2011にて上映され、2012年6月にも横浜フランスアニメーション映画祭2012にて上映された。その後、日本での劇場公開題を『パリ猫ディノの夜』とすることが決まり、2013年7月13日に劇場公開予定である。

## 主な受賞・ノミネート
| 年     | 賞・映画祭             | 部門             | 対象者                                                                 | 結果       |
| ------ | ---------------------- | ---------------- | ---------------------------------------------------------------------- | ---------- |
| 2011年 | 第36回セザール賞       | アニメ映画賞     | アラン・ガニョル ジャン＝ルー・フェリシオリ ジャック＝レミー・ジレール | ノミネート |
| 2011年 | 第24回ヨーロッパ映画賞 | 長編アニメ映画賞 | アラン・ガニョル ジャン＝ルー・フェリシオリ                            | ノミネート |
| 2012年 | 第84回アカデミー賞     | 長編アニメ映画賞 | アラン・ガニョル ジャン＝ルー・フェリシオリ                            | ノミネート |
| 2012年 | 第39回アニー賞         | 長編アニメ映画賞 | Folimage                                                               | ノミネート |